# Ейвон (селище, Нью-Йорк)
Ейвон (англ. Avon) — селище (англ. village) в США, в окрузі Лівінгстон штату Нью-Йорк. Населення — 3399 осіб (2020).

## Географія
Ейвон розташований за координатами 42°54′46″ пн. ш. 77°44′47″ зх. д. / 42.91278° пн. ш. 77.74639° зх. д. (42.912666, -77.746520).  За даними Бюро перепису населення США в 2010 році селище мало площу 8,03 км², уся площа — суходіл.

## Демографія
Згідно з переписом 2010 року, у селищі мешкали 3394 особи в 1442 домогосподарствах у складі 886 родин. Густота населення становила 423 особи/км².  Було 1496 помешкань (186/км²).
Расовий склад населення:
| - 95,5 % — білих - 1,3 % — чорних або афроамериканців - 0,8 % — азіатів - 0,3 % — корінних американців |

До двох чи більше рас належало 1,6 %. Частка іспаномовних становила 2,1 % від усіх жителів.
За віковим діапазоном населення розподілялося таким чином: 21,1 % — особи молодші 18 років, 62,3 % — особи у віці 18—64 років, 16,6 % — особи у віці 65 років та старші. Медіана віку мешканця становила 42,3 року. На 100 осіб жіночої статі у селищі припадало 90,7 чоловіків;  на 100 жінок у віці від 18 років та старших — 87,2 чоловіків також старших 18 років.
Середній дохід на одне домашнє господарство  становив 70 607 доларів США (медіана — 60 688), а середній дохід на одну сім'ю — 84 439 доларів (медіана — 84 063). Медіана доходів становила 49 474 долари для чоловіків та 52 386 доларів для жінок. За межею бідності перебувало 11,6 % осіб, у тому числі 21,3 % дітей у віці до 18 років та 9,9 % осіб у віці 65 років та старших.
Цивільне працевлаштоване населення становило 1829 осіб. Основні галузі зайнятості: освіта, охорона здоров'я та соціальна допомога — 26,9 %, виробництво — 13,6 %, науковці, спеціалісти, менеджери — 13,1 %.